# 鳥取師範学校
鳥取師範学校 （とっとりしはんがっこう） は第二次世界大戦中の1943年 （昭和18年） に、鳥取県に設置された師範学校である。
本項は、鳥取県師範学校・鳥取県女子師範学校などの前身諸校を含めて記述する。

## 概要
- 鳥取県師範学校・鳥取県女子師範学校の統合・官立移管により設置され、男子部・女子部を置いた。
- 1874年 （明治7年） 設立の小学校教員伝習所を起源とする。
- 第二次世界大戦後の学制改革で新制鳥取大学学芸学部 （現・地域学部） の前身の一つとなった。

## 沿革

### 旧・鳥取県立期

#### 小学校教員伝習所、鳥取県鳥取公立師範学校
- 1874年9月： 鳥取県、旧藩校 尚徳館跡に小学校教員伝習所を開設。
  - 所在地は鳥取東町 （現・鳥取市尚徳町、県民文化会館・県立図書館付近）。
- 1876年7月： 鳥取西町に移転し、鳥取県鳥取公立師範学校と改称。

### 島根県立期

#### 島根県鳥取公立師範学校、島根県松江師範学校
- 1876年8月、鳥取県が島根県に併合される。
- 1876年9月： 島根県鳥取公立師範学校と改称。
- 1878年8月： 島根県鳥取公立女子師範学校を併設。
- 1880年6月： 島根県鳥取公立師範学校を島根県松江師範学校に統合。
- 1881年8月： 島根県鳥取公立女子師範学校、廃校。

### 鳥取県立期

#### 鳥取県公立師範学校、鳥取県立師範学校
- 1881年9月： 現・鳥取県成立。
- 1882年5月： 鳥取県、鳥取東町に鳥取県公立師範学校を設置。
- 1882年10月： 附属小学校を設置。
- 1884年1月： 女子師範学科を休止。
- 1885年2月： 鳥取県立師範学校と改称。

#### 鳥取県尋常師範学校
- 1886年10月： 師範学校令に準拠し、鳥取県尋常師範学校と改称。
  - 本科4年制。全寮制となる。
- 1889年11月： 校舎新築完成。
- 1891年4月： 女子部を設置 （1895年3月廃止）。

#### 鳥取県師範学校
- 1898年4月： 師範教育令に準拠し、鳥取県師範学校と改称。
- 1908年4月： 本科第二部を設置 （1年制、男子：中学校卒対象、女子：高等女学校卒対象）。
  - 従来の本科を本科第一部と改称 （4年制）。
- 1925年4月： 本科第一部を 5年制に変更 （2年制高等小学校卒対象）。
- 1926年4月： 専攻科を設置 （1年制）。
  - 同月、鳥取県女子師範学校を設立 （八頭郡賀茂村）。
- 1931年： 本科第二部の募集を停止。
  - 不況による教員過剰のため。1935年、2年制に延長して復活。
- 1932年： 本科第一部の募集を停止 （1933年再開）。
- 1936年： 鳥取城堀端にあった箕浦家表門を移設し校門とする。
- 1940年4月： 本科第二部に大陸科を設置 （1942年3月、第1回卒業のみで終焉）。

#### 鳥取県女子師範学校
前史
- 1878年8月： 島根県鳥取公立師範学校に島根県鳥取公立女子師範学校を併設。
- 1881年8月： 島根県鳥取公立女子師範学校、廃校。

鳥取県女子師範学校
- 1882年5月： 再興された鳥取県公立師範学校に女子師範学科を設置。
- 1884年1月： 女子師範学科を休止。
- 1891年4月： 鳥取県尋常師範学校に女子部を設置。
- 1895年3月： 女子部を廃止。
- 1908年4月： 鳥取県師範学校本科第二部に女子学級を設置 （1年制、高等女学校卒対象）。
- 1926年4月： 八頭郡賀茂村大字郡家に鳥取県女子師範学校開校。
  - 鳥取県立八頭高等女学校を併設 （現・鳥取県立八頭高等学校）。
  - 本科第一部・本科第二部・専攻科を設置。
  - 鳥取県師範学校第二部女子在校生は在籍のまま郡家に移動となった。
- 1927年3月： 八頭郡国中村大字久能寺の新築校舎に移転。
  - 現・鳥取県立八頭高等学校所在地。

### 官立期

#### 鳥取師範学校
- 1943年4月1日： 鳥取県師範学校・鳥取県女子師範学校を統合し、官立鳥取師範学校設置。
  - 旧鳥取県師範学校校舎に男子部、旧鳥取県女子師範学校校舎に女子部を設置。
  - 本科 （3年制。中等学校卒対象）・予科 （2年制。高等小学校卒対象） を設置。
- 1947年4月： 附属中学校 （新制） を設置。
- 1949年5月31日： 新制鳥取大学発足。
  - 鳥取師範学校は鳥取青年師範学校と共に学芸学部の母体として包括された。
- 1950年8月： 学芸学部、鳥取市立川町の旧陸軍47部隊 （歩兵第40連隊） 兵舎に移転。
  - 現・三洋電機コンシューマエレクトロニクス所在地。
- 1951年3月： 鳥取大学鳥取師範学校 （旧制）、廃止。

## 歴代校長
鳥取県師範学校（前身諸校を含む）
- 校長： 松村秀真 （1887年5月31日[1] - ）
- 校長： 小早川潔 （1891年9月7日 - 1895年7月8日）
- 校長： 三橋得三 （1895年7月8日 - 1899年6月28日）
- 校長： 安達常正 （1899年6月28日 - 1902年3月14日）
- 校長： 土井亀之進 （1902年3月14日 - 1908年5月31日）
- 校長： 矢島喜源次 （1908年5月31日 - 1916年4月14日）
- 校長： 北村重敬 （1916年4月14日 - ）
- 校長： 井田竹治 （1921年3月31日[2] - ）

官立鳥取師範学校
- 校長： 栗村虎雄 （1943年4月1日[3] - 1945年4月1日）
- 校長： 谷田沢隆甫 （1945年4月1日 - ）
- 校長： 小倉邦夫

## 校地の変遷と継承
鳥取師範学校男子部

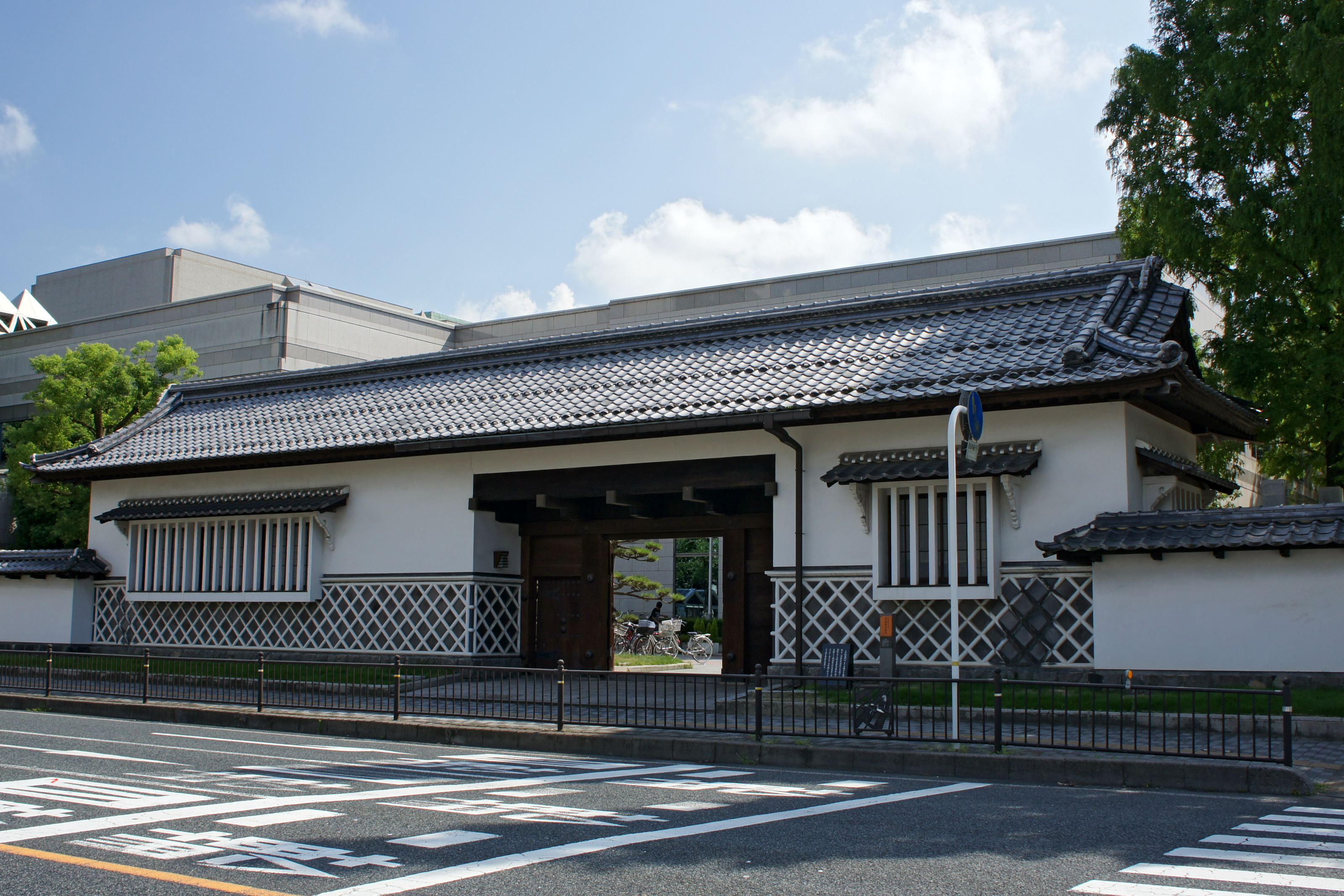
箕浦家武家門（1936年から師範学校校門）

前身の鳥取県師範学校から引き継いだ鳥取市東町137番地 （現・尚徳町） の校地を使用した。第二次世界大戦後の大学昇格運動の中で、市内立川町にあった旧陸軍47部隊 （歩兵第40連隊） 跡の取得を目指したが、鳥取農林専門学校も同地を所望しており、結局両校とも取得せず引き下がった。その後、鳥取師範・鳥取青年師範・鳥取農専・米子医大の合同による新制鳥取大学への昇格が決まり、本部校地はその立川町の旧陸軍部隊跡に置かれることになった。1950年8月、鳥取師範学校の後身、鳥取大学学芸学部は東町から立川町に移転し、次いで1952年8月には、大学事務局も同地に移転した。1966年8月、教育学部 （学芸学部から改称） は立川町から現在の湖山キャンパスに統合移転した。1985年には、附属学校も東町から湖山に移転した。
現在、旧東町校地には県民文化会館や県立図書館が設置されているほか、1936年に師範学校校門となった箕浦家武家門が残る。 旧立川町校地は三洋電機コンシューマエレクトロニクスに使用されている。
鳥取師範学校女子部
前身の鳥取県女子師範学校から引き継いだ八頭郡国中村大字久能寺 （現・八頭町久能寺） の校地を使用した。1949年、女子部は鳥取市東町の男子部校地に統合された。旧八頭校地は現在、元併設校 （鳥取県立八頭高等女学校） の後身校、鳥取県立八頭高等学校の校地となっている。

## 出身者
- 相見正義（教育者）
- 長谷川富三郎（版画家、民藝運動家）
- 石井頼三（商品学者）
- 友松文雄（教育者）
- 友松康雄（教育者）
- 三橋義雄（教育者、体育指導者）
- 森田虎次郎（教育者、元泰明小学校校長）
- 藤山快隆（教育者、体育指導者）

## 関連文献
- 鳥取大学創立30周年記念史編集・刊行委員会（編）　『鳥取大学三十年史』　鳥取大学、1983年2月。
- 新日本海新聞社鳥取県大百科事典編集委員会（編）　『鳥取県大百科事典』　新日本海新聞社、1984年、715頁、「鳥取師範学校」 の項。
- 『官報』